# Injera
Indžera je etiopski/eritrejski tanki kruh koji sliči na palačinku. Jede se svakodnevno u kombinaciji npr. s gulašom ili umacima od povrća, a pravi se od žitarice tef koja se uzgaja u području Etiopije i Eritreje. Za prosječno domaćinstvo ovo jelo postalo je skupo pošto je teško uzgojiti tef, tako da se umjesto nje koriste i druge vrste žitarica. Tradicionalno se jede desnom rukom.
Da bi se indžera pripremila, započinje se s nekom vrsti kiselog tijesta, koje se miješa s brašnom, vodom i drugim sastojcima.
Indžera je nacionalno jelo Etiopije i Eritreje ali može se često naći i u Izraelu u kojem živi veliki broj izbjeglica iz ovih zemalja. I u drugim državama Istočne Afrike može se naći ovo jelo, ali u različitim inačicama.